# Sermaise (Maine-et-Loire)
Sermaise é uma comuna francesa na região administrativa da Pays de la Loire, no departamento de Maine-et-Loire. Estende-se por uma área de 7,19 km². Em 2010 a comuna tinha 332 habitantes (densidade: 46,2 hab./km²).